# وشتگان
وشتکان (دلیجان)، روستایی از توابع بخش مرکزی شهرستان دلیجان روستای جاسب در استان مرکزی ایران است.

## جمعیت
این روستا در دهستان جاسب قرار دارد و براساس سرشماری مرکز آمار ایران در سال ۱۳۸۵، جمعیت آن ۹۰ نفر (۳۲خانوار) بوده‌است.